# Zacharias Paulusz.

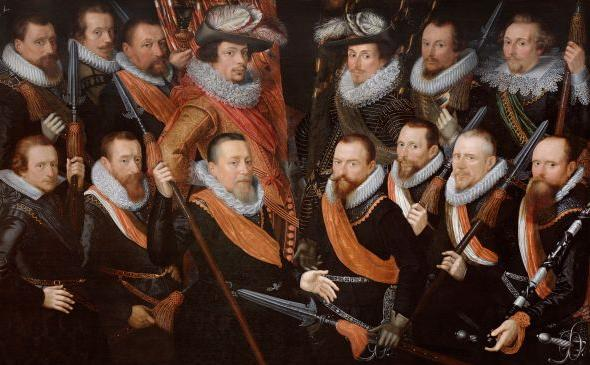
Schutterstuk van de officieren en vaandeldragers van de Oude Schutterij (1621)

Zacharias Paulusz. (Alkmaar, ca. 1580 – aldaar, begraven op 22 december 1648) was een Noord-Nederlands kunstschilder uit de Gouden Eeuw. Hij schilderde voornamelijk portretten.
Zacharias was de zoon van Pauwels Maertensz., die in 1588 overleed. Hij trouwde twee keer. Zijn eerste huwelijk was in Haarlem met Agneta Rijser (1580-1614), met wie hij een zoon had, de kunstschilder Paulus Rijzer. Zijn tweede huwelijk vond plaats in 1620 in Alkmaar met Lijntgen Jelisdr., met wie hij zeven kinderen kreeg.
Zacharias was een leerling van de schilder Cornelis Cornelisz. van Haarlem. In 1631 werd hij meester in het Sint-Lucasgilde in Alkmaar, en hij was leraar van Adriaen Jansz. Decker, Pieter Jansz. en Dirk Barendsz. Hij was voornamelijk actief in zijn geboorteplaats tussen 1609 en 1648. Zijn werken signeerde hij vaak met het monogram "ZP". Hij is ook bekend onder de naam Zacharias van Alkmaar.
- Biografisch Portaal: 57336410
- Digitale Bibliotheek voor de Nederlandse Letteren: paul042
- RKD-Nederlands Instituut voor Kunstgeschiedenis: 62163
- Union List of Artist Names: 500027698
- Virtual International Authority File: 95852442